# Jozef Marko
Jozef Marko (Topoľčany, 25 maggio 1923 – 26 settembre 1996) è stato un allenatore di calcio e calciatore cecoslovacco, di ruolo centrocampista.